# Haidrun Wietler

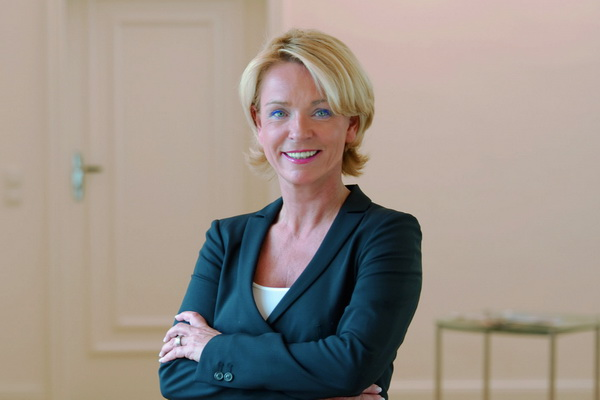
Haidrun Wietler

Haidrun Wietler (früher: Haidrun Kuhlmann-Riedasch; * 4. November 1955 in Iserlohn) ist eine deutsche Mineralogin.

## Werdegang
Haidrun Wietler studierte Mineralogie an der Ruprecht-Karls-Universität Heidelberg, wo sie ebenfalls promovierte. Sie volontierte bei Edelsteinschleifereien in Idar-Oberstein sowie bei den Börsen in Antwerpen und Tel Aviv.
Seit 1987 ist Wietler öffentlich bestellte und vereidigte Sachverständige für Edelsteine, Gold- und Silberwaren sowie den gehobenen Hausrat der IHK-Rhein-Neckar in Mannheim. 1987 wirkte sie außerdem als Drehbuchautorin und Regisseurin bei der SWR-Produktion „Die Tränen der Heliaden – Bernstein in Kunst und Wissenschaft“ mit.
Wietler ist seit 1990 als Expertin in der Sendung „Kunst und Krempel“ im Bayerischen Fernsehen zu sehen. 1992 wirkte sie an ihrer zweiten Fernsehproduktion „Die edlen Steine Sachsens“ für den Bayerischen Rundfunk mit. Als freie Journalistin veröffentlichte Wietler Beiträge und Artikel in Magazinen zum Thema Schmuck.

## Publikationen
- Kunst & Krempel, Band 1, Mitautorin Geschichten, Fakten, Preise (1997)
- Kunst & Krempel, Band 2, Mitautorin Wie echt kann falsch sein? (1999)
- Kunst & Krempel, Band 3, Mitautorin Die schönsten Entdeckungen (2001)